# Dan Issel
Daniel (Dan) Paul Issel (nacido el  25 de octubre de 1948 en Batavia, Illinois) es un exjugador y exentrenador de baloncesto estadounidense que jugó durante 15 años en las ligas ABA y NBA, para más adelante sentarse en el banquillo como entrenador durante 6 temporadas más.

## Trayectoria deportiva

### Universidad
Jugó durante 3 temporadas para los Wildcats de la Universidad de Kentucky, en los cuales anotó 2.138 puntos (un promedio de 25,8 por partido), a los que añadió 13 rebotes por encuentro, siendo elegido en dos ocasiones All-American. En la actualidad sigue siendo el máximo anotador histórico de su universidad.

### Profesional
Nada más graduarse firmó un contrato como profesional con los Kentucky Colonels de la American Basketball Association, motivo por el cual obtuvo una elección tan baja en el Draft de la NBA de 1970 (puesto 122). En su primera temporada, lideró la liga en anotación, con un promedio de 29,9 puntos, a lo que añadió 13,2 rebotes por partido, lo que le hizo ser merecedor del premio de Rookie del Año. En las dos temporadas siguientes siguió encabezando la lista de añotadores de la liga. En 1975 consiguió el título de Campeón de la ABA con los Colonels, acompañado del gran Artis Gilmore. Tras esa temporada, fue vendido a los Baltimore Claws, franquicia que ni siquiera llegó a estrenarse en la liga, acabando en los Denver Nuggets.
En Denver vivió la última temporada de la extinta liga, pasando él y su equipo a la NBA donde mantuvo un buen nivel de juego, siendo elegido para el All-Star Game de 1977. Continuó jugando hasta la temporada 1984-85, fecha en la que se retiró. En sus 15 años como profesional promedió 22,6 puntos y 9,1 rebotes, anotando en total 27.482 puntos entre las dos ligas, solo superado en aquellas fechas por Kareem Abdul-Jabbar, Wilt Chamberlain y Julius Erving.

### Entrenador
Regresó a Denver, esta vez como entrenador, en la temporada 1992-93, llevando al equipo a los play-offs al año siguiente. A mediados de su tercera temporada al frente de los Nuggets, dejó el cargo, debido a las críticas que recibió de su estilo como entrenador. Volvió en 1998 como presidente del equipo y Mánager General, nombrándose a sí mismo entrenador, pero en esta segunda etapa no tuvo tanto éxito, dejando el banquillo comenzada la temporada 2001-02.

## Estadísticas de su carrera en la NBA
|  | Denota temporadas en las que fue Campeón de la ABA |
|  | Líder de la liga                                   |

### Temporada regular
| Año      | Equipo        | PJ    | PT  | MPP  | %TC  | %3P  | %TL  | RPP  | APP | ROB | TPP | PPP   |
| -------- | ------------- | ----- | --- | ---- | ---- | ---- | ---- | ---- | --- | --- | --- | ----- |
| 1970-71  | Kentucky(ABA) | 83    | –   | 39.4 | .485 | .000 | .807 | 13.2 | 2.0 | –   | –   | 29.9* |
| 1971-72  | Kentucky(ABA) | 83    | –   | 43.0 | .486 | .273 | .785 | 11.2 | 2.3 | –   | –   | 30.6  |
| 1972-73  | Kentucky(ABA) | 84*   | –   | 42.0 | .513 | .200 | .764 | 11.0 | 2.6 | –   | –   | 27.3  |
| 1973-74  | Kentucky(ABA) | 83    | –   | 40.3 | .480 | .176 | .787 | 10.2 | 1.7 | .8  | .4  | 25.5  |
| 1974-75† | Kentucky(ABA) | 83    | –   | 34.5 | .471 | .000 | .738 | 8.6  | 2.3 | .9  | .6  | 17.7  |
| 1975-76  | Denver(ABA)   | 84    | –   | 34.0 | .511 | .250 | .816 | 11.0 | 2.4 | 1.2 | .7  | 23.0  |
| 1976-77  | Denver        | 79    | –   | 31.7 | .515 | –    | .797 | 8.8  | 2.2 | 1.2 | .4  | 22.3  |
| 1977-78  | Denver        | 82    | –   | 34.8 | .512 | –    | .782 | 10.1 | 3.7 | 1.2 | .5  | 21.3  |
| 1978-79  | Denver        | 81    | –   | 33.9 | .517 | –    | .754 | 9.1  | 3.1 | .8  | .6  | 17.0  |
| 1979-80  | Denver        | 82    | –   | 35.8 | .505 | .333 | .775 | 8.8  | 2.4 | 1.1 | .7  | 23.8  |
| 1980-81  | Denver        | 80    | –   | 33.0 | .503 | .167 | .759 | 8.5  | 2.0 | 1.0 | .7  | 21.9  |
| 1981-82  | Denver        | 81    | 81  | 30.5 | .527 | .667 | .834 | 7.5  | 2.2 | .8  | .7  | 22.9  |
| 1982-83  | Denver        | 80    | 80  | 30.4 | .510 | .211 | .835 | 7.5  | 2.8 | 1.0 | .5  | 21.6  |
| 1983-84  | Denver        | 76    | 66  | 27.3 | .493 | .211 | .850 | 6.8  | 2.3 | .8  | .6  | 19.8  |
| 1984-85  | Denver        | 77    | 9   | 21.9 | .459 | .143 | .806 | 4.3  | 1.8 | .8  | .4  | 12.8  |
| Total    | Total         | 1,218 | 236 | 34.3 | .499 | .204 | .793 | 9.1  | 2.4 | 1.0 | .5  | 22.6  |
| All-Star | All-Star      | 7     | 1   | 24.7 | .512 | –    | .731 | 6.9  | 2.3 | .1  | .1  | 14.7  |

### Playoffs
| Año   | Equipo        | PJ  | PT | MPP  | %TC  | %3P   | %TL    | RPP  | APP | ROB | TPP | PPP  |
| ----- | ------------- | --- | -- | ---- | ---- | ----- | ------ | ---- | --- | --- | --- | ---- |
| 1971  | Kentucky(ABA) | 19  | –  | 35.3 | .505 | –     | .878   | 11.6 | 1.5 | –   | –   | 28.1 |
| 1972  | Kentucky(ABA) | 6   | –  | 44.8 | .412 | .000  | .760   | 9.0  | .8  | –   | –   | 22.0 |
| 1973  | Kentucky(ABA) | 19  | –  | 43.4 | .497 | .167  | .795   | 11.8 | 1.5 | –   | –   | 27.4 |
| 1974  | Kentucky(ABA) | 8   | –  | 38.9 | .444 | –     | .848   | 10.9 | 1.8 | .5  | .8  | 18.5 |
| 1975† | Kentucky(ABA) | 15  | –  | 38.5 | .467 | –     | .811   | 7.9  | 1.9 | 1.1 | .8  | 20.3 |
| 1976  | Denver(ABA)   | 13  | –  | 36.2 | .489 | .000  | .786   | 12.0 | 2.5 | 1.0 | .6  | 20.5 |
| 1977  | Denver        | 6   | –  | 37.0 | .510 | –     | .756   | 9.7  | 2.8 | .8  | .7  | 22.0 |
| 1978  | Denver        | 13  | –  | 35.4 | .486 | –     | .862   | 10.3 | 4.1 | .5  | .2  | 20.2 |
| 1979  | Denver        | 3   | –  | 36.3 | .533 | –     | .806   | 9.3  | 3.3 | .0  | .0  | 24.3 |
| 1982  | Denver        | 3   | –  | 34.3 | .533 | –     | 1.000* | 7.0  | 1.7 | 1.0 | .3  | 25.3 |
| 1983  | Denver        | 8   | –  | 28.4 | .507 | .000  | .862   | 7.3  | 3.1 | 1.1 | .6  | 20.4 |
| 1984  | Denver        | 5   | –  | 30.6 | .510 | .500  | .821   | 8.0  | 1.6 | 1.2 | 1.2 | 27.4 |
| 1985  | Denver        | 15  | 4  | 21.7 | .459 | 1.000 | .813   | 3.6  | 1.8 | .8  | .3  | 12.4 |
| Total | Total         | 133 | 4  | 35.5 | .487 | .250  | .822   | 9.4  | 2.1 | .8  | .6  | 22.1 |

## Logros y reconocimientos
- 3 veces máximo anotador de la ABA.
- Rookie del año de la ABA en 1971.
- 7 veces All Star (6 en la ABA).
- Elegido para el Basketball Hall of Fame en 1993.
- El 23 de agosto de 1997, en la celebración de la ABA's 30 Year Reunion, fue nombrado All-Time All-ABA Team junto con Maurice Lucas, Julius Erving, Dan Issel, Rick Barry y Connie Hawkins.[1]